# Kuo Po-siung
Kuo Po-siung (čínsky pchin-jinem Guō Bóxióng, znaky 郭伯雄; * červenec 1942) je bývalý čínský komunistický voják a politik, do vyšších funkcí se propracoval v 90. letech, když byl zástupcem velitele Pekingského vojenského okruhu (1993–1997), velel Lančouskému vojenskému okruhu (1997–1999), byl zástupcem náčelníka generálního štábu (1999–2002), členem (1999–2012) a místopředsedou (2002–2012) ústřední vojenské komise KS Číny a členem (1999–2013) a místopředsedou (2003–2013) ústřední vojenské komise Čínské lidové republiky. Současně byl členem ústředního výboru (1997–2012) a politbyra ústředního výboru (2002–2012) KS Číny.
Roku 2015 byl obviněn z přijímání úplatků a následujícího roku odsouzen k doživotnímu trestu vězení.

## Život
Kuo Po-siung se narodil v červenci 1942 v okresu Li-čchüan na západě centrální části provincie Šen-si. Roku 1958 nastoupil do vojenské továrny jako  dělník. Od roku 1961 sloužil v Čínské lidové osvobozenecké armádě, v útvarech 55. divize 19. armády. Roku 1963 vstoupil do Komunistické strany Číny. Během služby v 55. divizi se v letech 1961–1982 vypracoval z prostého vojína na náčelníka štábu divize. Roku 1982 byl převelen na místo zástupce náčelníka operačního oddělení štábu Lančouského vojenského okruhu, v letech 1983–1985 zastával funkci náčelníka štábu 19. armády. Roku 1985 byla 19. armáda zrušena a Kuo Po-siung přešel na místo zástupce náčelníka štábu Lančouského vojenského okruhu. Při znovuzavedení vojenských hodností roku 1988 obdržel hodnost generálmajora. Poté v letech 1990–1993 velel 47. armádě.
Od roku 1993 byl zástupcem velitele Pekingského vojenského okruhu, roku 1995 byl povýšen na generálporučíka. Od roku 1997 velel Lančouskému vojenskému okruhu. Na XV. sjezdu KS Číny v září 1997 byl zvolen členem ústředního výboru (znovuzvolen 2002 a 2007). Roku 1999 byl přeložen do Pekingu na místo zástupce náčelníka generálního štábu, současně se (v září 1999) stal členem ústřední vojenské komise KS Číny a byl jmenován generálplukovníkem. V říjnu téhož roku byl jmenován i členem paralelní ústřední vojenské komise Čínské lidové republiky.
Na XVI. sjezdu KS Číny v listopadu 2002 byl zvolen členem politbyra a místopředsedou ústřední vojenské komise ÚV KS Číny. V březnu následujícího roku při obnově státních orgánů se stal i místopředsedou ústřední vojenské komise ČLR. Na XVII. sjezdu KS Číny v říjnu 2007 byl potvrzen ve stranických funkcích (člena politbyra a místopředsedy vojenské komise); od března 2008 pokračoval v dalším funkčním období i v místopředsednictví ústřední vojenské komise ČLR.
Na XVIII. sjezdu KS Číny v listopadu 2012 již pro vysoký věk nekandidoval do vedení strany a v březnu 2013 odešel ze státní vojenské komise na penzi.
Za jeho vzestup do vysokých funkcí se zasloužila podpora generálních tajemníků ÚV KS Číny Ťiang Ce-mina a Chu Ťin-tchaa. V rámci protikorupční kampaně zahájené po roce 2012 novým vedením strany a státu v čele se Si Ťin-pchingem byl roku 2014 obviněn a vyloučen ze strany Kuo Po-siungův kolega Sü Cchaj-chou, místopředseda ústřední vojenské komise v letech 2004–2012. Roku 2015 bylo zahájeno vyšetřování i proti Kuo Po-siungovi. Přiznal se k přijímání úplatků výměnou za povýšení podřízených. Roku 2016 byl vojenským soudem odsouzen k doživotnímu trestu odnětí svobody.